# Seznam italijanskih arheologov
Seznam italijanskih arheologov.

## B
- Giovanni Becatti
- Federico Bernardini
- Giovanni Battista Belzoni
- Ranuccio Bianchi Bandinelli
- Giacomo Boni

## C
- Guido Calza
- Luigi Canina
- Andrea Carandini
- Castagnoli
- Carlo Cecchelli
- Luigi Palma di Cesnola
- Leopoldo Cicognara
- Filippo Coarelli
- Colini
- Cozza

## D
- Attilio Degrassi

## F
- Carlo Fea
- Bruna Forlati Tamaro (1896, Piran - 1987, Benetke)

## G
- Giovanni Rinaldo
- Italo Gismondi

## L
- Rodolfo Lanciani
- Luigi Lanzi
- Elena Leghissa (it.-slov.)
- Giuseppe Lugli

## M
- Amedeo Maiuri
- Valerio Massimo Manfredi
- Gian Carlo Menis
- Mario Mirabella Roberti

## N
- Antonio Nibby

## P
- Biagio Pace
- Massimo Pallottino

## R
- Pietro Romanelli

## S
- Ernesto Schiaparelli
- Francesco Scipione, marchese di Maffei
- Alessandro Della Seta
- Salvatore Settis
- Enrico Stefani

## T
- Sergio Tavano
- Nicola Terrenato
- Mario Torelli
- Antonella Traverso
- Giuseppe Tucci
- Sebastiano Tusa
- Vincenzo Tusa

## V
- Giuseppe Valadier
- Stéphane Verger (francosko-italijanski)